# Grote glansvogel
De grote glansvogel (Jacamerops aureus) is een vogel uit de familie Galbulidae (glansvogels).

## Verspreiding en leefgebied
Deze soort komt voor van Costa Rica tot noordwestelijk Ecuador en het Amazonebekken en telt vier ondersoorten:
- J. a. penardi: van Costa Rica tot westelijk Colombia.
- J. a. aureus: oostelijk Colombia, Venezuela en de Guiana's.
- J. a. ridgwayi: noordoostelijk en centraal Brazilië.
- J. a. isidori: oostelijk Ecuador, oostelijk Peru, westelijk Brazilië en noordelijk Bolivia.

## Status
De grootte van de populatie is in 2019 geschat op 0,5-5 miljoen volwassen vogels. Op de Rode lijst van de IUCN heeft deze soort de status niet bedreigd.